# Träddiagram

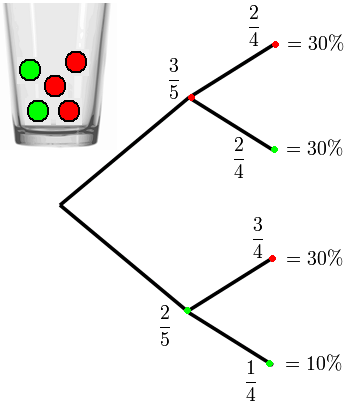
Ett träddiagram i två steg

Ett träddiagram är ett slags diagram i form av ett träd där grenarna visar sannolikheten för att en viss händelse inträffar. Händelsen delas vanligen upp i flera steg. Det kan då kallas händelseträd.

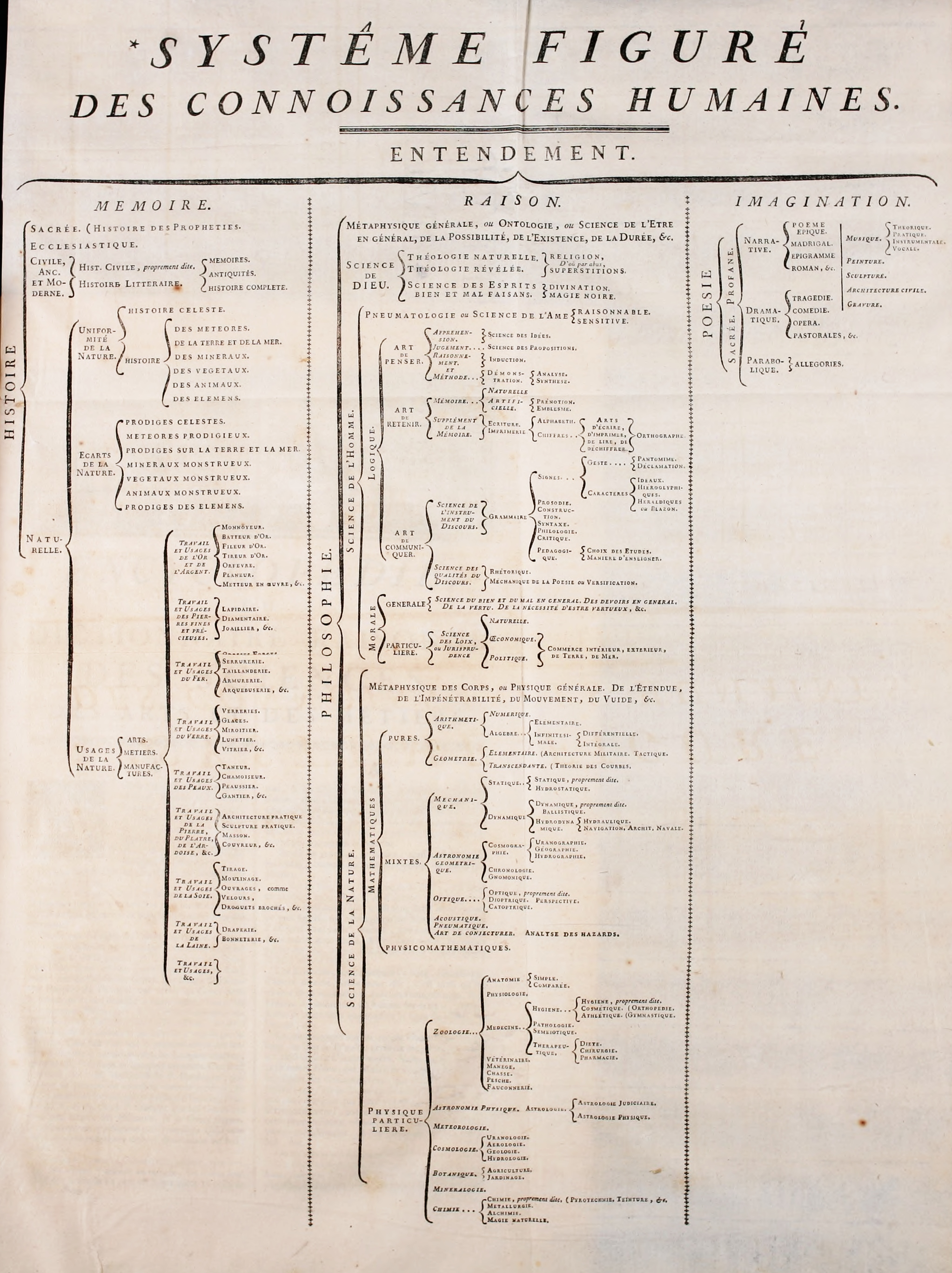
Encyclopédie använde också träddiagram.

Träddiagram kan också användas för att bryta ner en företeelse i mindre beståndsdelar på flera nivåer, som verb i statiska och dynamiska och sedan de dynamiska i durativa och momentana och slutligen de momentana i terminativa och resultativa.